# علیرضا پاکدل (هندبال)
علیرضا پاکدل (زاده ۱۳۶۳ در کازرون) رئیس فدراسیون هندبال ایران و عضو هیئت‌رئیسه فدراسیون هندبال آسیاست. او همچنین عضو هیئت اجرایی کمیته ملی المپیک ایران است. پاکدل بازیکن سابق تیم ملی هندبال ایران بوده است. در سال ۱۴۰۱ فدراسیون هندبال ایران تحت مدیریت پاکدل به عنوان برترین فدراسیون ورزشی کشور از بین ۵۲ فدراسیون انتخاب شد.

## زندگی و تحصیلات
علیرضا پاکدل در ۲۸ خرداد ۱۳۶۳ در یک خانواده ورزشی در کازرون متولد شد. پدر او سال‌ها رئیس اداره تربیت‌بدنی کازرون بود. 
علیرضا پاکدل دارای مدرک کارشناسی ارشد در رشته مهندسی شیمی و دکتری در رشته مدیریت کسب و کار (DBA) می‌باشد.

## سوابق ورزشی
علیرضا پاکدل از سنین نوجوانی به ورزش هندبال روی آورد. او عضو تیم هندبال کازرون، منتخب استان فارس و تیم‌های ملی نوجوانان و جوانان ایران بود.
پاکدل به عنوان بازیکن به همراه تیم کازرون به مقام قهرمانی مسابقات هندبال جوانان ایران و نایب‌قهرمانی مسابقات هندبال امیدهای ایران رسیده است.

## سوابق مدیریتی در ورزش
پاکدل سابقه مدیرعاملی تیم هندبال پتروشیمی کازرون در لیگ برتر هندبال ایران و سپس ریاست هیئت هندبال کازرون را در کارنامه دارد.
او پیش از انتخاب به ریاست فدراسیون هندبال به مدت ۴ سال رئیس هیئت هندبال استان فارس و به مدت یک سال نایب‌رئیس فدراسیون هندبال ایران بود.
در تاریخ ۲۰ اسفند ۱۳۹۷ پاکدل در انتخابات ریاست فدراسیون هندبال ایران اکثریت آرا را کسب کرد و به سمت رئیس فدراسیون هندبال ایران انتخاب شد.
پاکدل در جریان بیست و سومین کنگره فدراسیون هندبال آسیا در سال ۲۰۲۱ با کسب اکثریت آرا به عنوان عضو هیئت‌رئیسه فدراسیون هندبال آسیا انتخاب شد. او جوان‌ترین عضو هیئت‌رئیسه فدراسیون هندبال آسیا محسوب می‌شود.
پاکدل همچنین در تاریخ ۶ شهریورماه ۱۴۰۱ به عنوان عضو هیئت اجرایی کمیته ملی المپیک ایران انتخاب شد. او ۱۹ مهرماه ۱۴۰۱ با تصمیم این هیئت اجرایی به عنوان سرپرست آکادمی ملی المپیک و پارالمپیک ایران انتخاب شد.
وی در تاریخ ۱۰ اسفند ۱۴۰۱ با کسب اکثریت آرا برای ۴ سال دیگر در سمت خود به عنوان رئیس فدراسیون هندبال ایران باقی ماند.
در تاریخ ۳۰ فروردین ۱۴۰۲ فدراسیون هندبال ایران تحت مدیریت پاکدل به علت کسب افتخارات متعدد به عنوان برترین فدراسیون ایران در بین ۵۲ فدراسیون ورزشی کشور انتخاب شد.

## سوابق اجرایی
پاکدل از مدیران شرکت نفت در استان فارس بوده است. از سوابق او می‌توان به ریاست اداره برنامه‌ریزی شرکت ملی پخش فرآورده‌های نفتی استان فارس، نمایندگی تام‌الاختیار شرکت ملی پخش فرآورده‌های نفتی استان فارس در کمیته اجرایی توسعه ظرفیت نفت و گاز استان فارس، مدیریت کارگروه اشتغال شرکت نفت استان فارس و مسئول تام‌الاختیار امور سرمایه‌گذاران شرکت ملی پخش فراورده‌های نفتی استان فارس، عضویت در کمیته ۵ نفره تهیه و تدوین فرایندهای شرکت ملی پخش فراورده‌های نفتی استان فارس، مدیریت شرکت ملی پخش فراورده‌های نفتی شهرستان فیروزآباد و ریاست شرکت نفت ناحیه قیر و کارزین اشاره کرد.